# 汉池湖
汉池湖又名汉子湖，是一个位于中华人民共和国江西省鄱阳县的湖泊，面积约为50平方千米，平均水深约为2—3米，最深10米以上。汉池湖西
连鄱阳湖，北为焦潭湖。湖中有长山、下山等岛屿。